# 昭和区
昭和区（しょうわく）は、名古屋市を構成する16区のうちのひとつである。

## 概要
名古屋市の中心部に近く、大学施設や名古屋市鶴舞中央図書館などの文化施設も多い。名古屋大学医学部、名古屋工業大学、南山大学、中京大学など多くの大学が位置し、中部地方屈指の文教地区となっている。東部の八事・南山地区は中部地方屈指の高級住宅街が広がる。区の人口は1975年以降徐々に減り続けていたが、2013年以降はマンション建設などで再開発が進み増加に転じている。
昭和区の区名は、1937年（昭和12年）に元号の昭和より取られた。区名の決定に当たっては、旧御器所村内における御器所地区と広路地区の住民対立が影響したと言われる。御器所地区の住民が提示した「御器所区」を区名とする案に対し、広路地区の住民が激しく反発したため、中立的な「昭和区」の名称が採用されることとなった。

## 地理

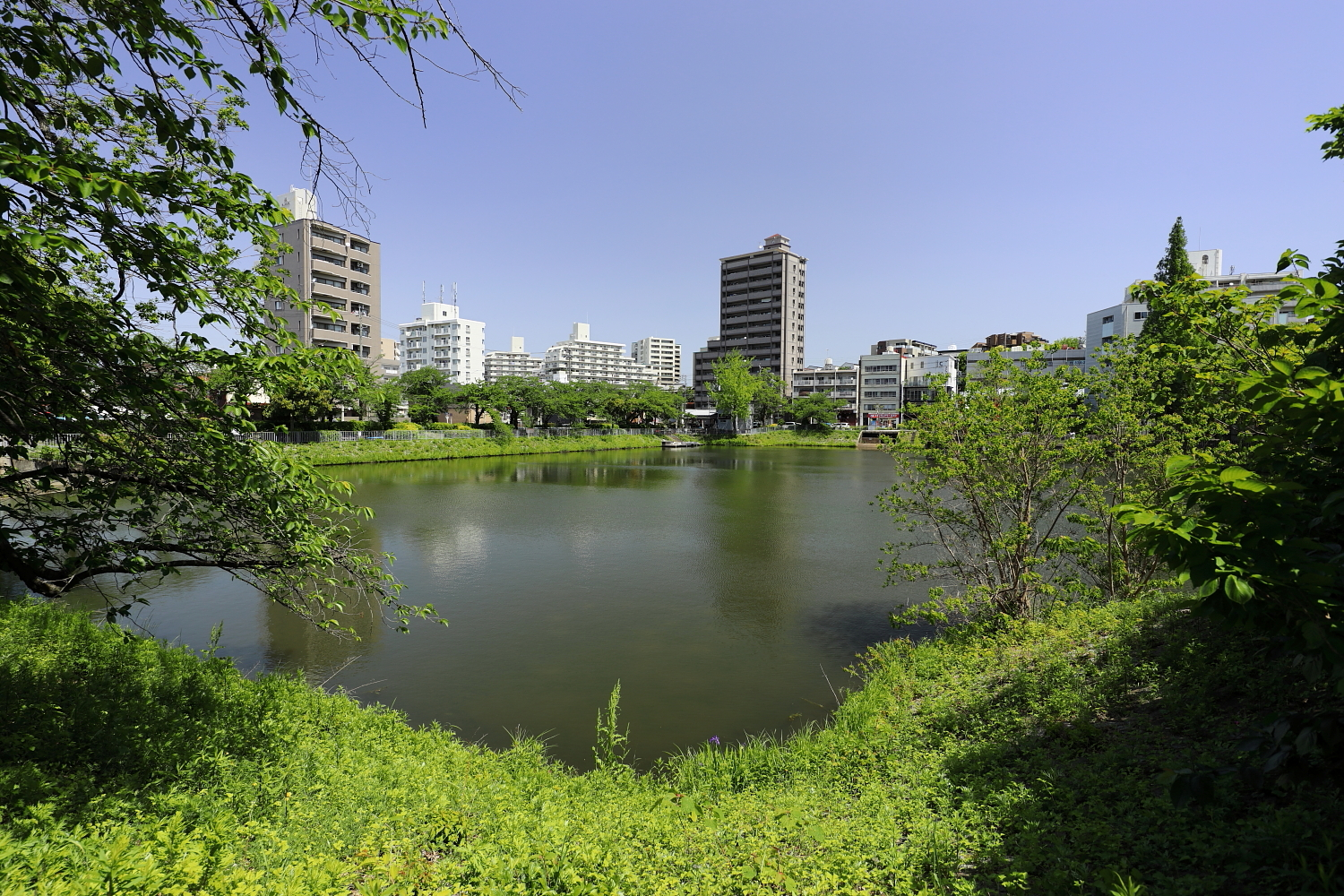
隼人池

### 地形
概ね山崎川を境に比較的平坦な熱田台地と丘陵地帯である八事丘陵に分かれる。

#### 山岳
主な山
- 南山
- 八事山
- 吉田山

#### 湖沼
主な池
- 胡蝶ヶ池
- 鯱ヶ池
- 竜ヶ池
- 隼人池

### 河川
主な河川
- 山崎川
- 新堀川

### 人口
| 昭和区の人口の推移 \| 2000年（平成12年） \| 105,348人 \| \| \| 2005年（平成17年） \| 105,160人 \| \| \| 2010年（平成22年） \| 105,709人 \| \| \| 2015年（平成27年） \| 105,986人 \| \| \| 2020年（令和2年） \| 110,823人 \| \| |           |  |
| 総務省統計局 国勢調査より |           |  |
| 2000年（平成12年） | 105,348人 |  |
| 2005年（平成17年） | 105,160人 |  |
| 2010年（平成22年） | 105,709人 |  |
| 2015年（平成27年） | 105,986人 |  |
| 2020年（令和2年） | 110,823人 |  |

### 隣接行政区
名古屋市の行政区
- 瑞穂区
- 熱田区
- 中区
- 千種区
- 天白区

## 歴史

### 近世
江戸時代
尾張藩の名古屋村東畑の一部、名古屋新田の一部、御器所村、石仏村、藤成新田、川名村、伊勝村、五軒屋村、八事村から以下のように構成された。

### 近代
明治時代
- 1876年（明治9年）御器所村と石仏村と名古屋村東畑の一部が合併し、常盤村となる。
- 1878年（明治11年）常盤村から、旧石仏村の地域が分離。石仏村と藤成新田と川名村と伊勝村と五軒屋村と名古屋村東畑の一部と名古屋新田の一部が合併し、広路村となる。八事村と中根村と名古屋新田の一部が合併し、弥富村となる。
- 1889年（明治22年）常盤村と前津小林村が合併し、御器所村となる。
- 1896年（明治29年）御器所村から、旧前津小林村の地域が分離。
- 1906年（明治39年）御器所村と広路村が合併し、御器所村となる。弥富村のうち旧八事村の地域が、植田村と島野村と平針村と合併し、天白村となる。

大正時代
- 1921年（大正10年）8月22日 御器所村が、名古屋市中区へ編入。

### 近現代
昭和（戦前）
- 1928年（昭和3年）3月15日 天白村のうち旧弥富村の地域が、名古屋市南区へ編入。
- 1937年（昭和12年）10月1日 中区の旧御器所村に当たる地域と、南区の旧弥富村と旧瑞穂村と旧八事村の一部に当たる地域を併せて、昭和区が新設された。
- 1944年（昭和19年）2月11日 旧弥富村と旧瑞穂村の地域が熱田区の一部とともに瑞穂区として分離。

昭和（戦後）
- 1955年（昭和30年）4月5日 天白村を併合。
- 1975年（昭和50年）2月1日 旧天白村の大半の地域を天白区として分離、旧天白村の北部の一部（梅森坂学区）は名東区となり、現在の領域になる。

## 出先機関・施設

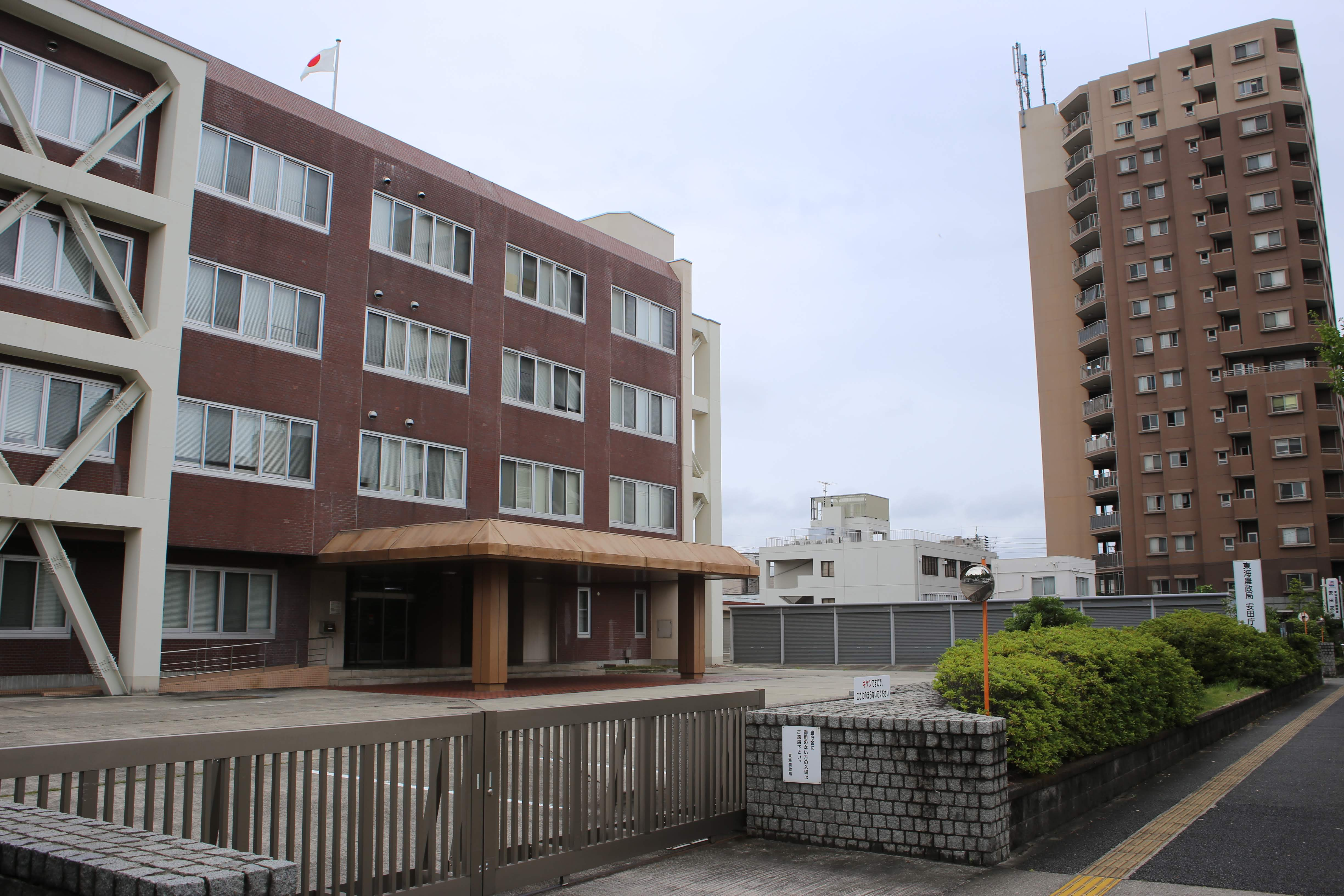
東海農政局安田庁舎

### 国家機関

#### 農林水産省
- 東海農政局安田庁舎
  - 木曽川水系土地改良調査管理事務所

#### 特殊法人
日本年金機構
- 昭和年金事務所

### 施設

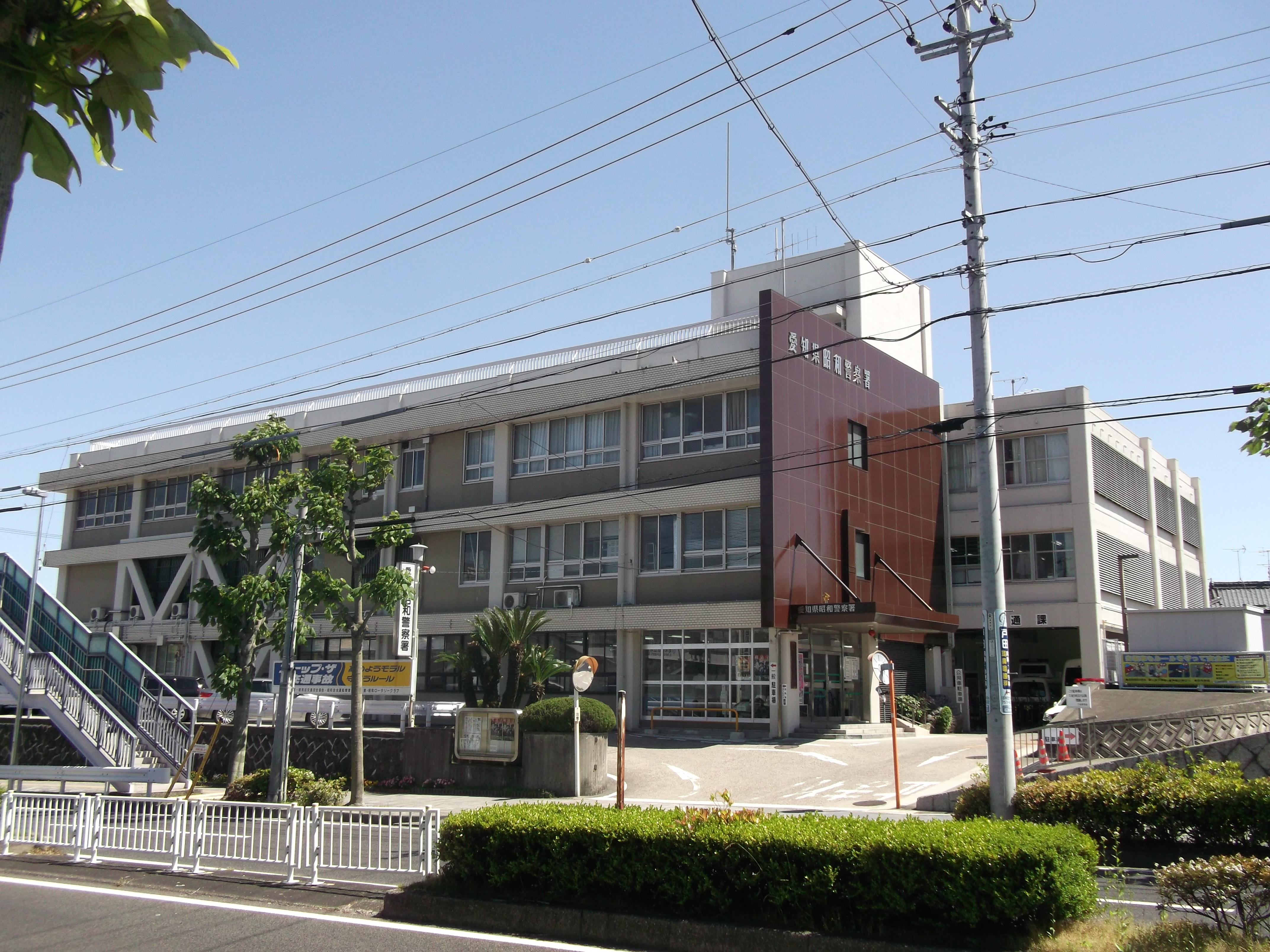
愛知県昭和警察署

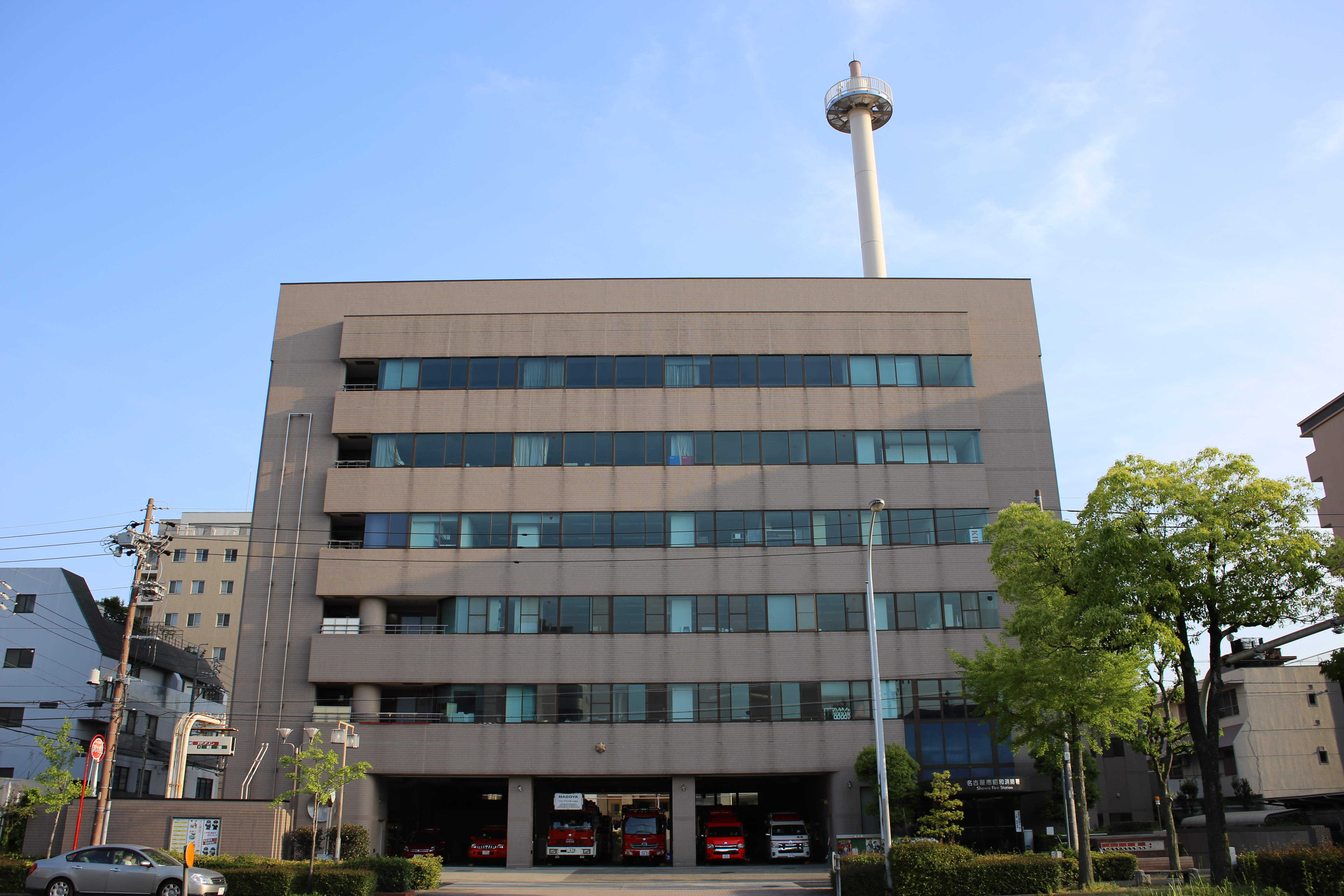
名古屋市昭和消防署

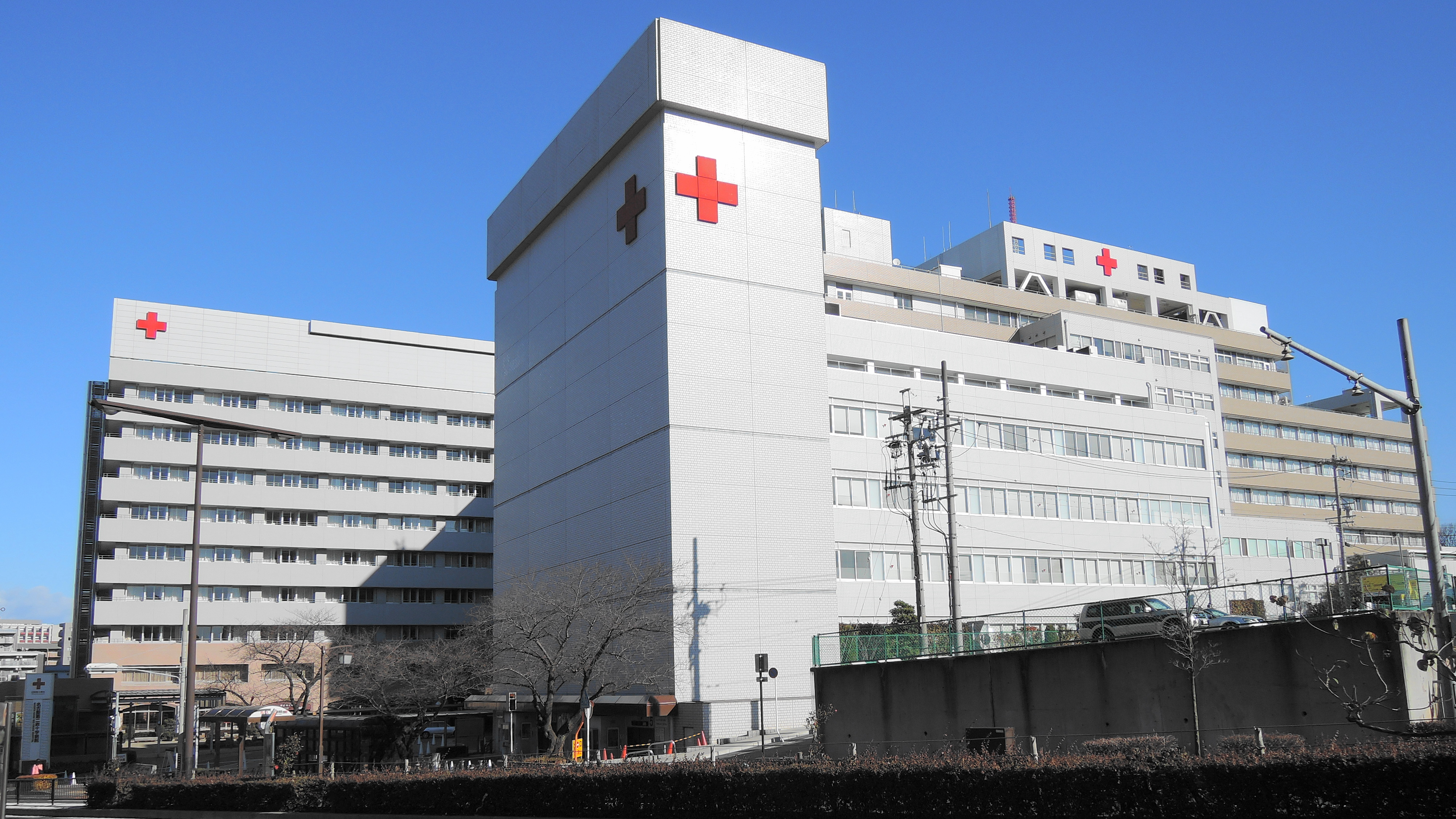
名古屋第二赤十字病院（八事日赤）

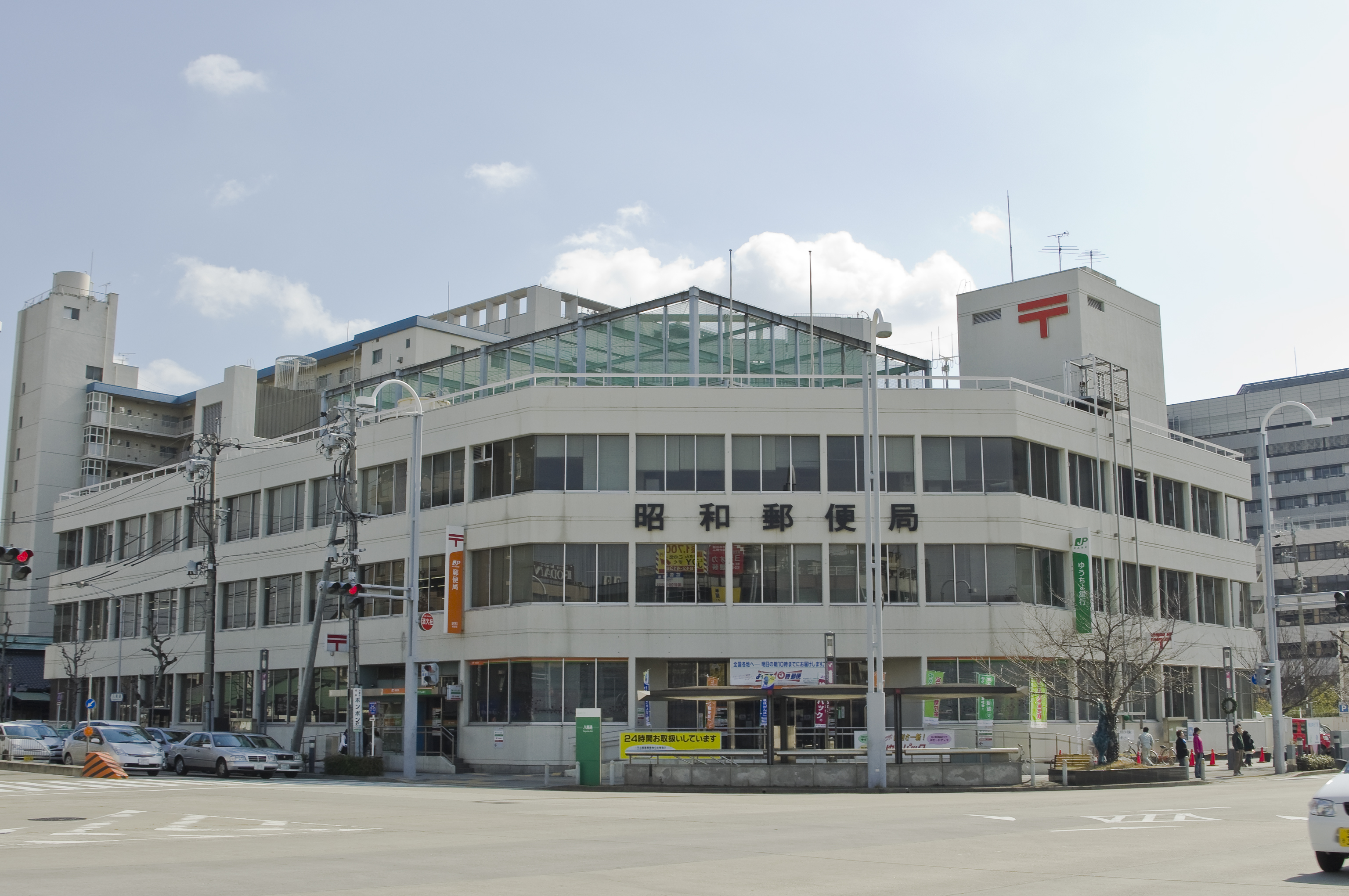
昭和郵便局

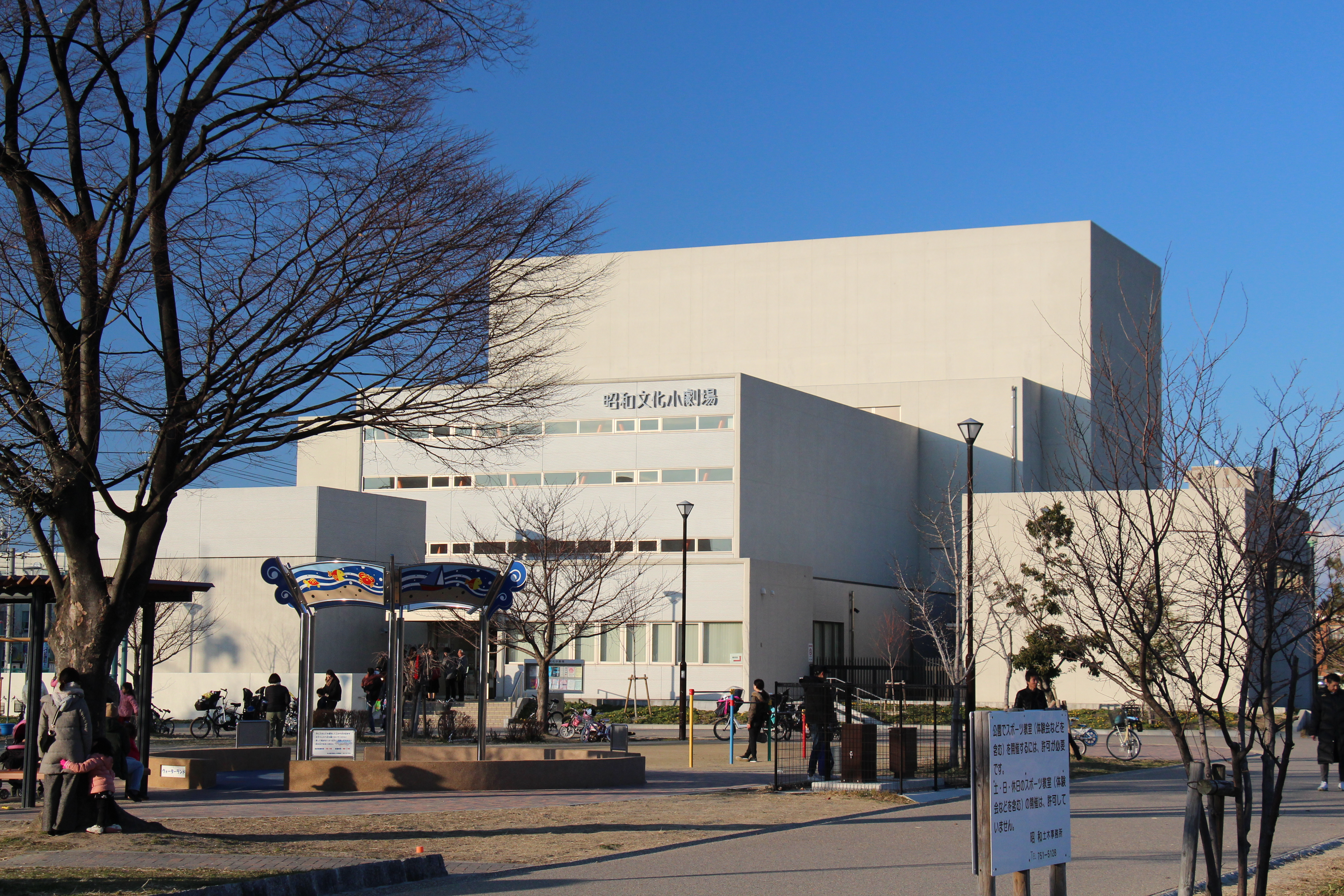
川名公園内にある昭和文化小劇場

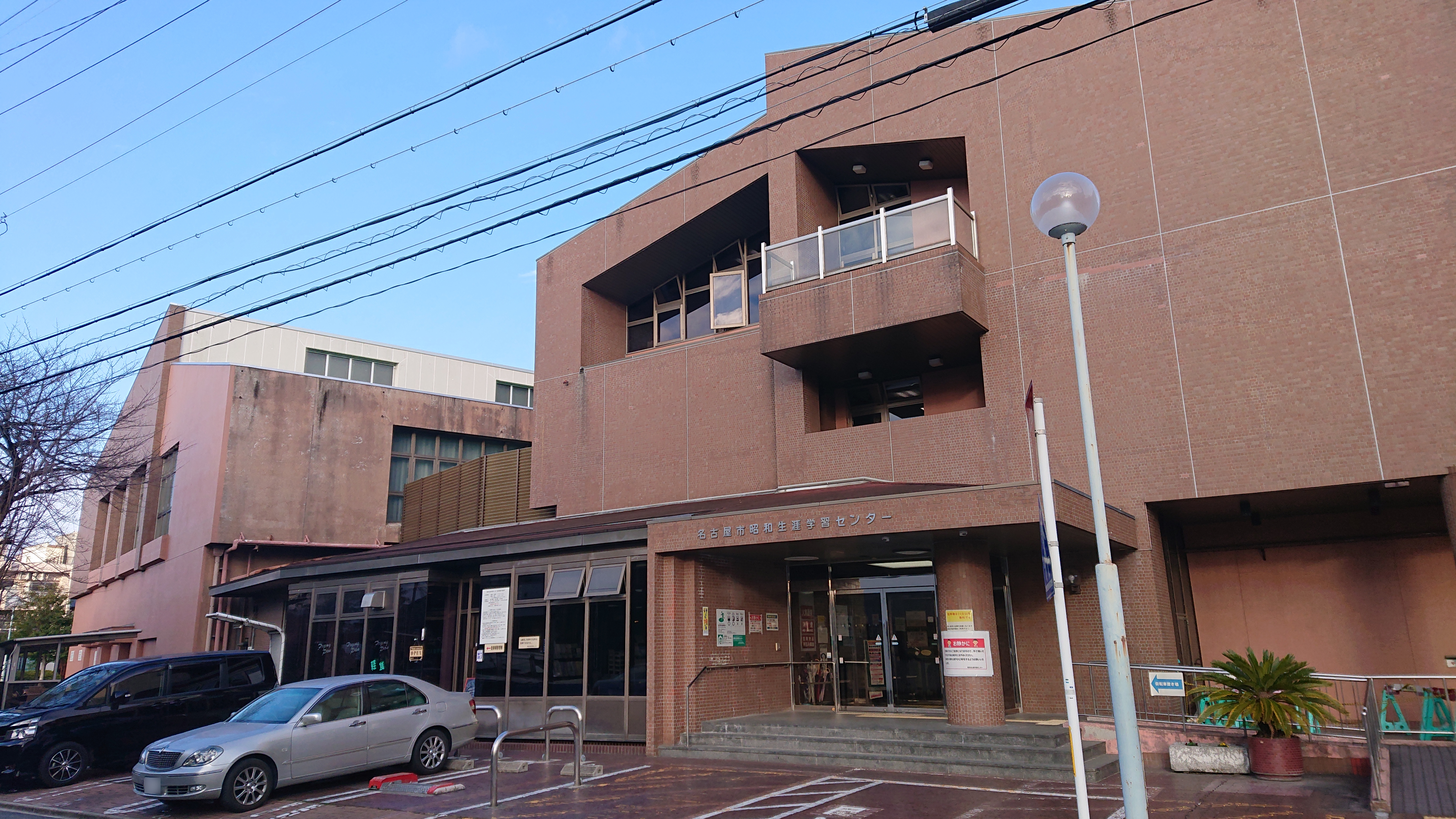
名古屋市昭和生涯学習センター

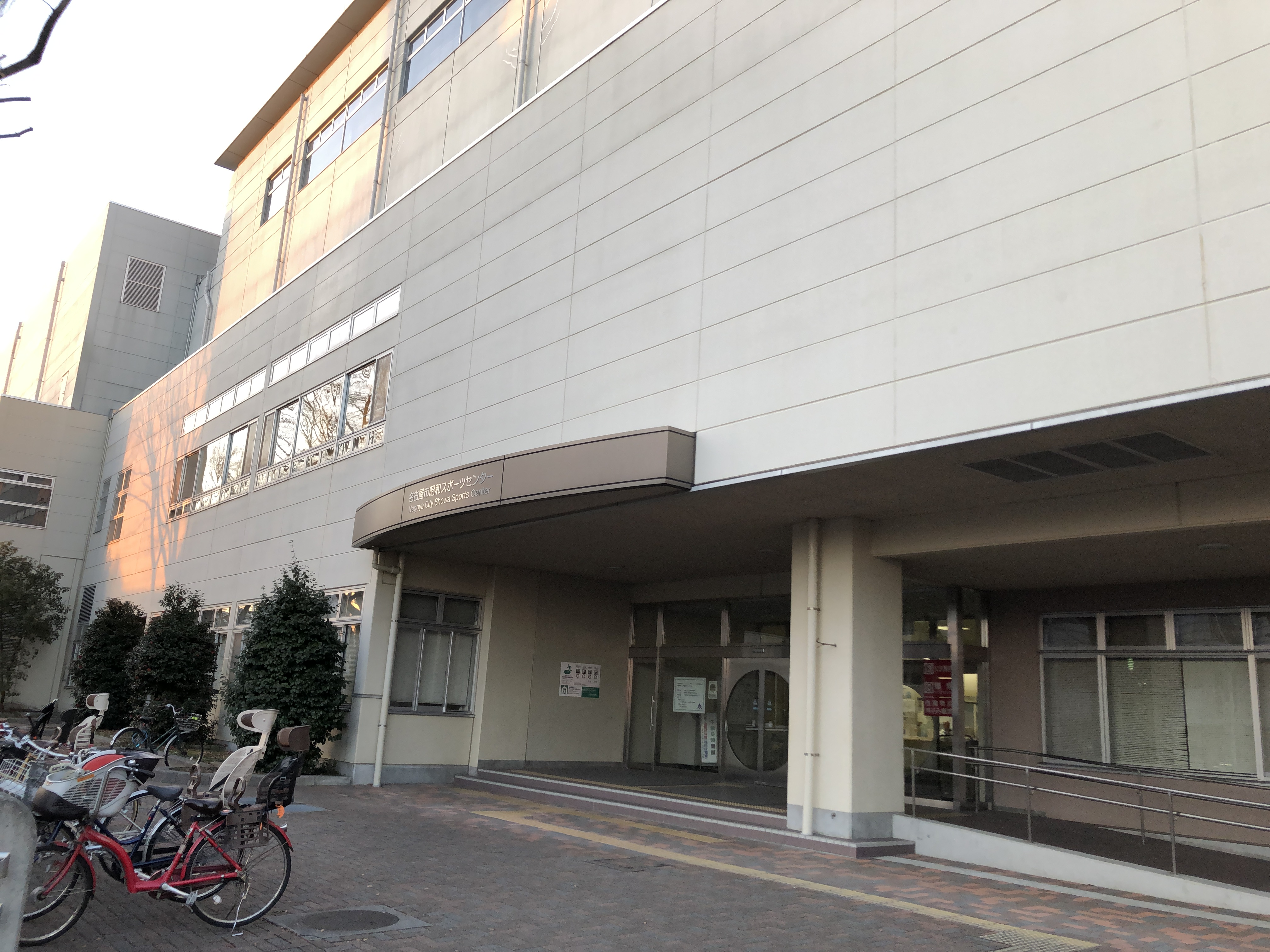
昭和スポーツセンター

#### 警察
警察署
- 愛知県昭和警察署

交番
- 安田交番（安田通4丁目）
- 八事交番（八事本町）
- 阿由知交番（阿由知通5丁目）
- 御器所交番（御器所4丁目）
- 白金交番（白金2丁目）
- 鶴舞交番（鶴舞1丁目）
- 吹上交番（吹上町1丁目）

#### 消防
消防署
- 名古屋市昭和消防署

出張所
- 八事出張所（昭和区花見通3丁目29番地）
- 白金出張所（昭和区福江二丁目8番11号）

#### 医療・福祉
主な病院
- 聖霊病院
- 名古屋大学医学部附属病院
- 名古屋第二赤十字病院

協会
- 愛知県看護協会

福祉施設
- 名古屋市児童福祉センター

#### 郵便局
集配郵便局
- 昭和郵便局

#### 文化施設
交流施設
- 愛知県勤労会館
- 名古屋市公会堂

図書館
- 名古屋市鶴舞中央図書館

美術館
- 桑山美術館
- 昭和美術館
- 渡辺健一トリックアート美術館

博物館
- 南山大学人類学博物館
- マンドリンの音の博物館

劇場
- 昭和文化小劇場

生涯学習施設
- 名古屋市昭和生涯学習センター

#### 運動施設
- 昭和スポーツセンター

## 経済

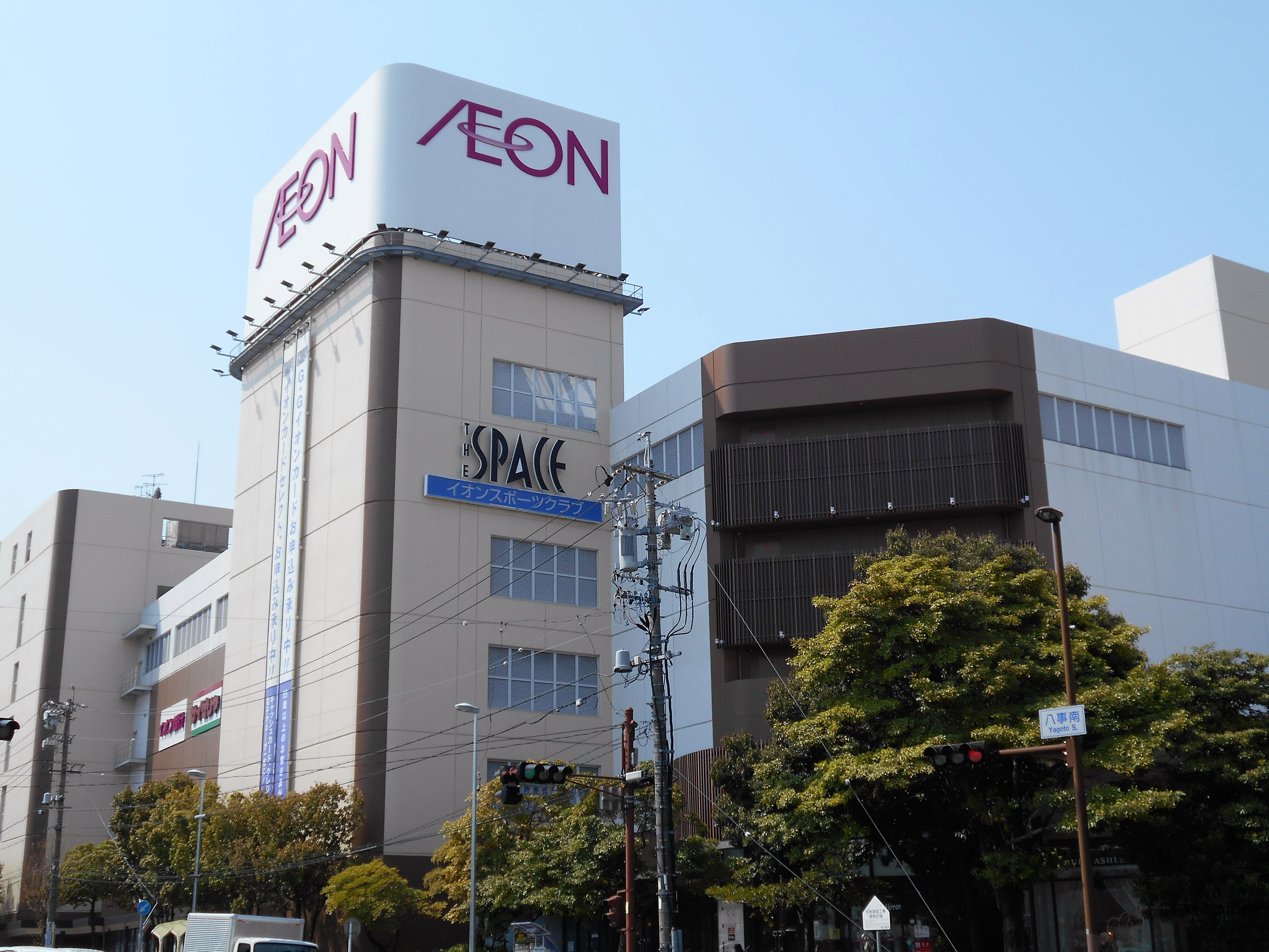
イオン八事店

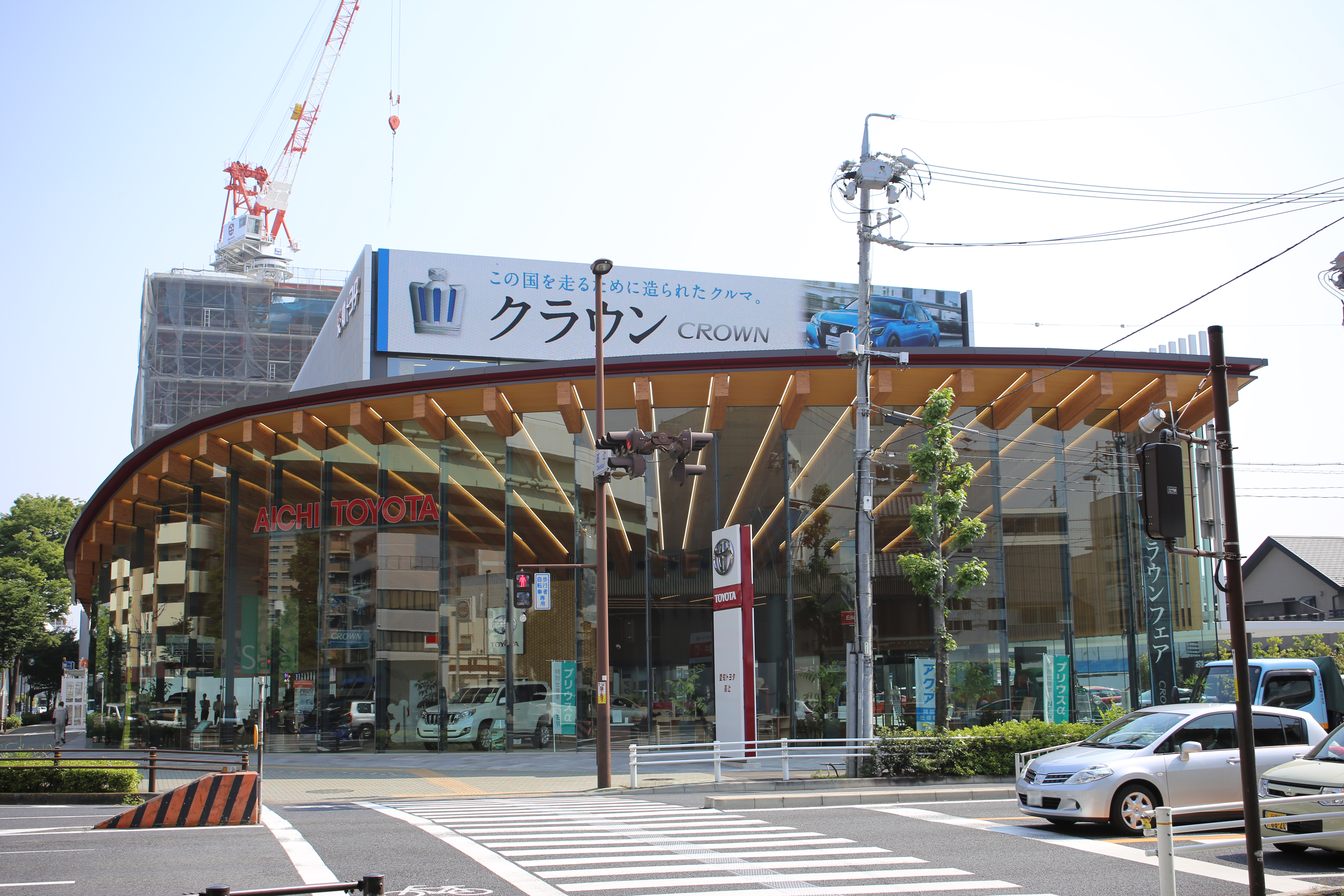
愛知トヨタ本社

### 第三次産業

#### 商業
主な繁華街
- 御器所
- 桜山
- 鶴舞
- 八事

主な商業施設
- イオン八事店
- エディオン八事店
- バロー滝川店
- マックスバリュ川原店
- ヤマナカ安田店
- 三洋堂書店いりなか店

### 拠点を置く企業
- パイロットインキ御器所工場 ※本社の敷地内にある

### 本社を置く企業
上場企業
- 木曽路
- 竹田印刷
- 浜木綿
- ヨシタケ

### その他の主な企業
- フィールコーポレーション
- 愛知トヨタ
- パイロットインキ

かつては、中京テレビ放送の本社も昭和区に置いていたが、2016年11月21日に中村区平池町のささしまライブ24地区に建設された新社屋に移転した。

## 情報・生活

### マスメディア

#### 送信所
- 東山タワー

### ライフライン

#### 電力
- 中部電力

#### ガス
- 東邦ガス

#### 上下水道
- 名古屋市上下水道局

#### 電信
- NTT西日本

## 交通

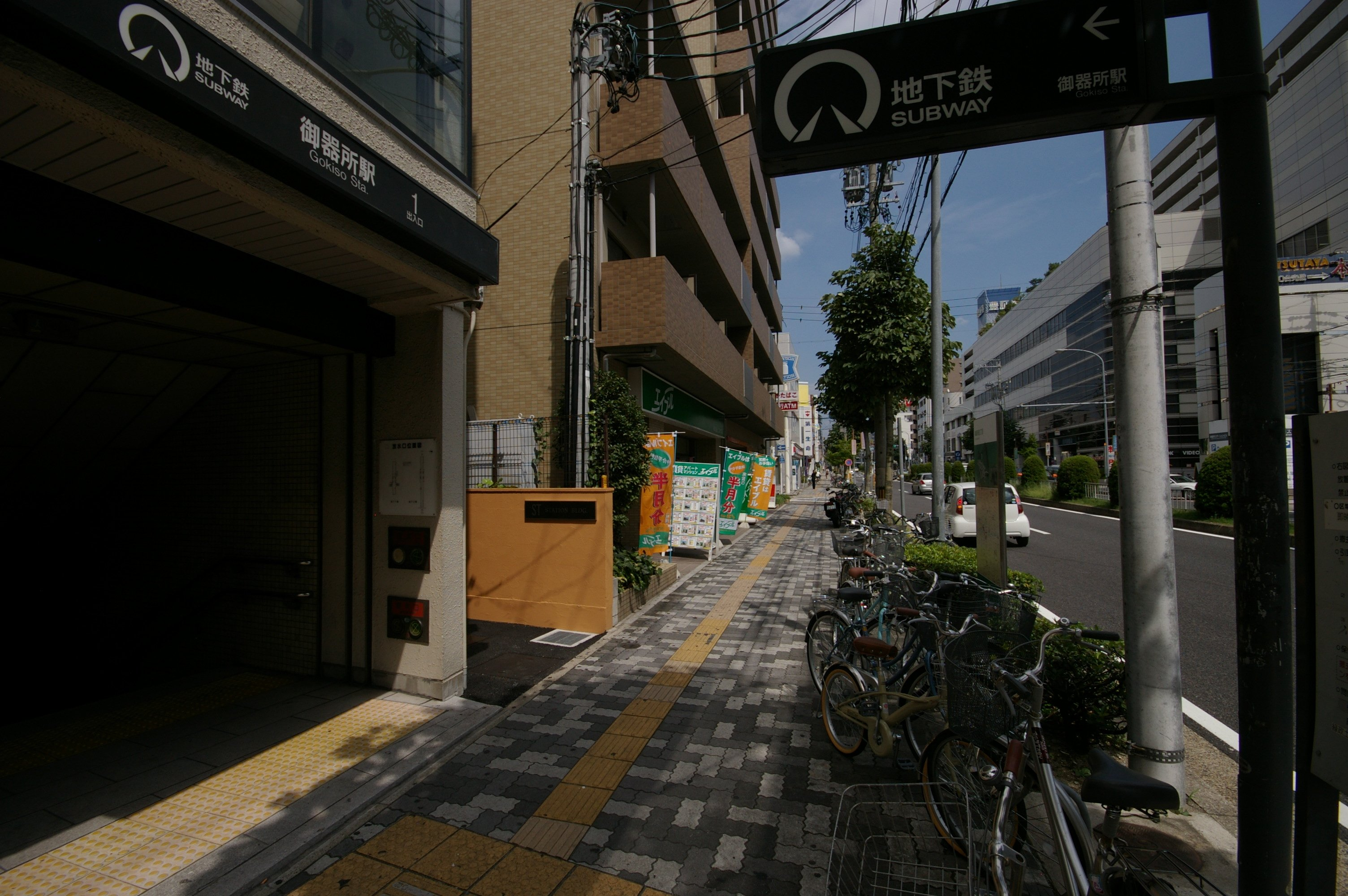
御器所駅

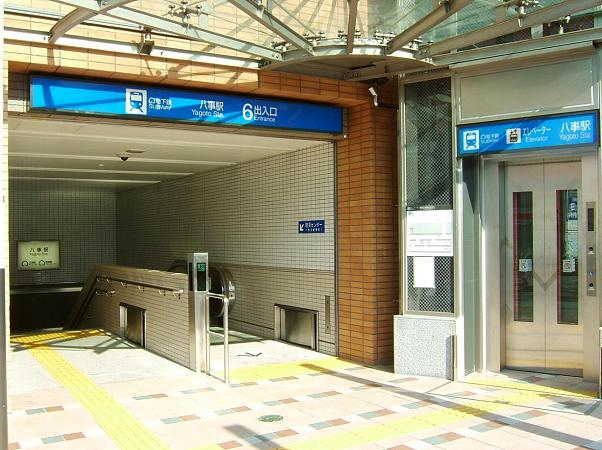
八事駅

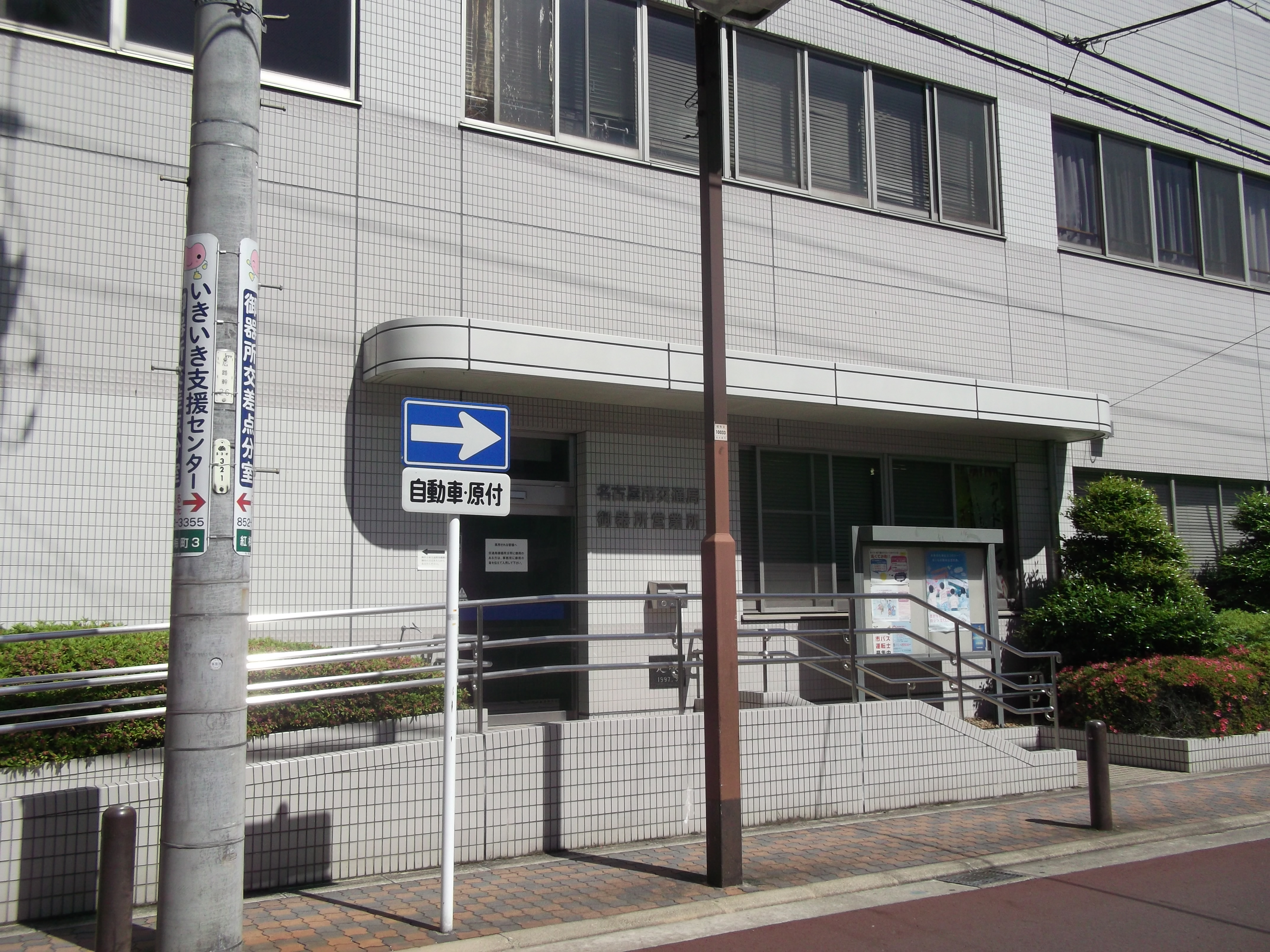
名古屋市営バス御器所営業所

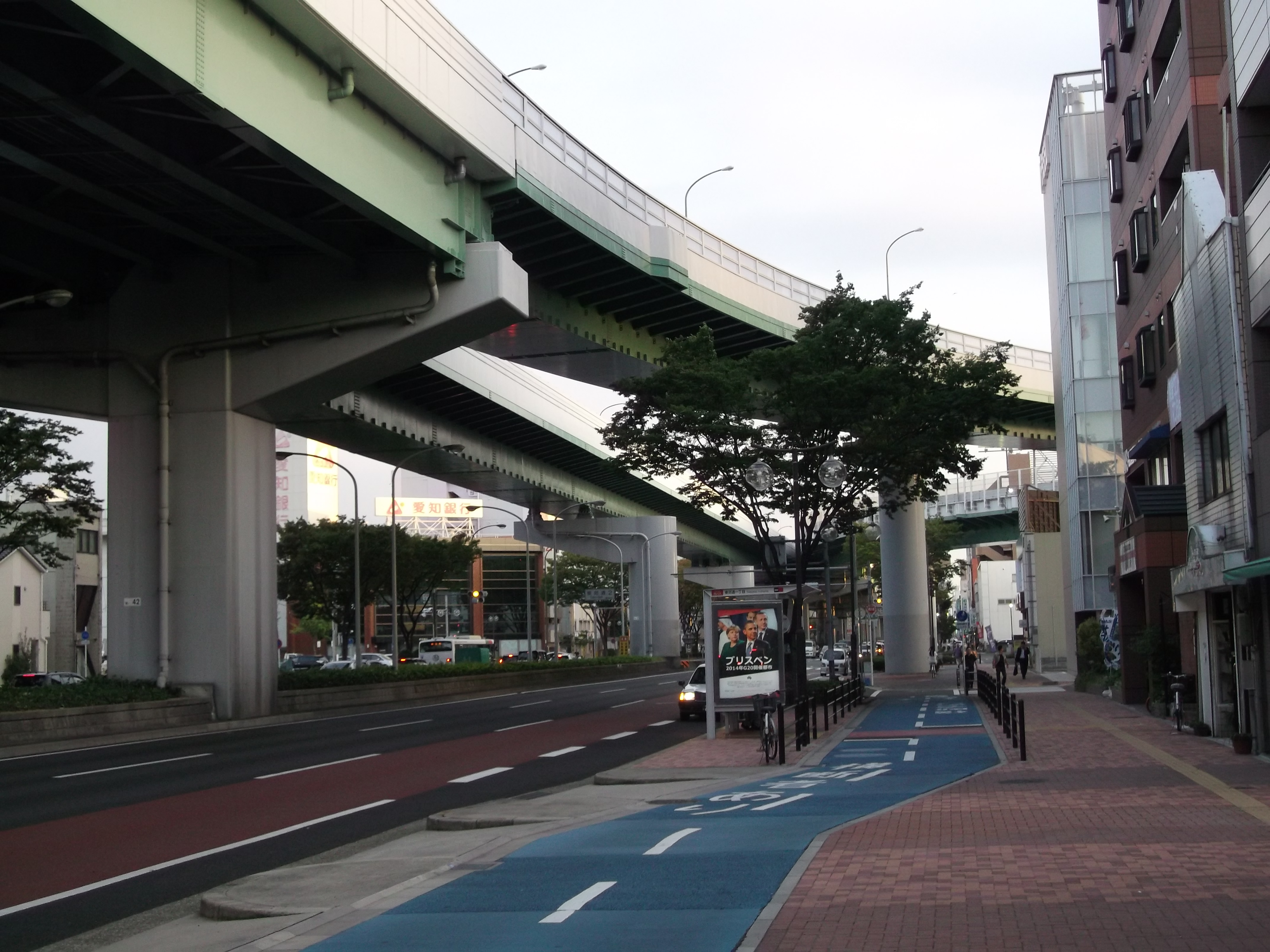
鶴舞南JCT

### 鉄道

#### 地下鉄
名古屋市交通局（名古屋市営地下鉄）
■ 鶴舞線：（名古屋市中区） - （鶴舞駅） - 荒畑駅 - 御器所駅 - 川名駅 - いりなか駅 - 八事駅 - （名古屋市天白区）
■ 桜通線：（名古屋市千種区） - （吹上駅） - 御器所駅 - （桜山駅） - （名古屋市瑞穂区）
■ 名城線：（名古屋市千種区） - 八事日赤駅 - 八事駅 - （名古屋市瑞穂区）
- 鶴舞の地名は昭和区にあり、鶴舞公園も区内にあるが、地下鉄及びJRの鶴舞駅は中区に位置する。
- 桜山交差点・桜山中学は昭和区にあるが、桜山駅は瑞穂区に位置する。ただし構内通路は昭和区にまたがっており、昭和区の桜山交差点直下まで延びている。
- 吹上駅は千種区に位置するが、同駅の出入口の一部は昭和区にある。
- 地下鉄は区のほぼ中央部を鶴舞線が東西に貫通し、桜通線が南北に貫通している。2004年にはこれらに加えて東部の丘陵部を名城線が通過するようになっている。中心駅は各線が連絡する御器所駅（区役所最寄）と八事駅。利用客はやや八事駅の方が多い。

### バス

#### 路線バス
- 名古屋市営バス

#### 営業所
- 名古屋市営バス御器所営業所

### 道路

#### 高速道路
名古屋高速道路
- 都心環状線：鶴舞南JCT
- 3号大高線：鶴舞南JCT - 高辻出口

※ 高辻入口は瑞穂区にある。

#### 国道
- 国道153号（飯田街道の一部）

#### 県道
主要地方道
- 愛知県道29号弥富名古屋線（八熊通）
- 愛知県道30号関田名古屋線
- 愛知県道56号名古屋岡崎線（飯田街道）

一般県道
- 愛知県道220号阿野名古屋線

#### 市道
主要地方道
- 名古屋市道堀田高岳線（空港線）
- 名古屋市道名古屋環状線（環状線）
- 名古屋市道山王線（山王通）

#### 幹線道路の道路通称名
＜南北の道路＞
- 空港線
- 環状線
- 山手グリーンロード

＜東西の道路＞
- 飯田街道
- 山王通
- 八熊通

## 教育

### 大学
国立

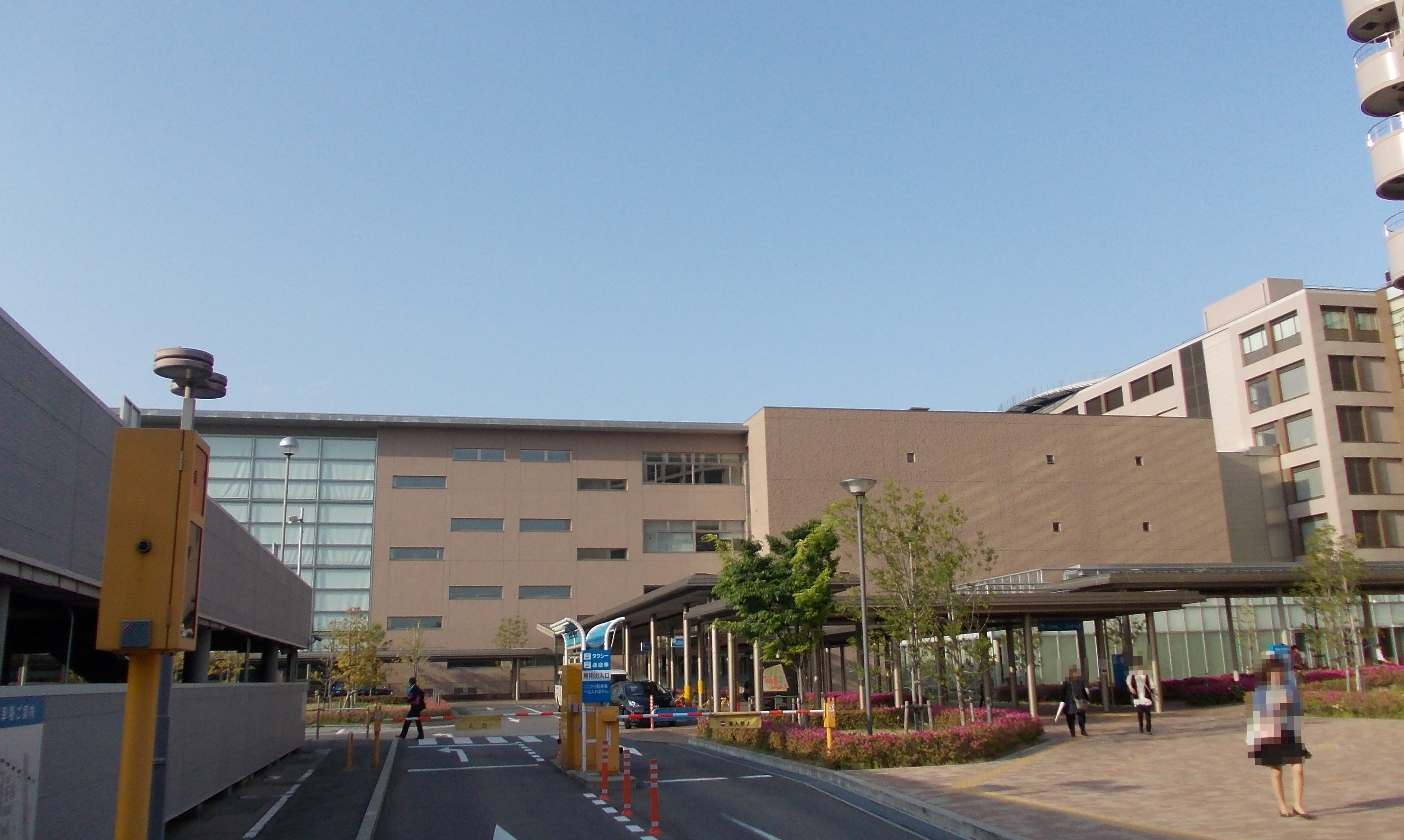
名古屋大学 鶴舞キャンパス

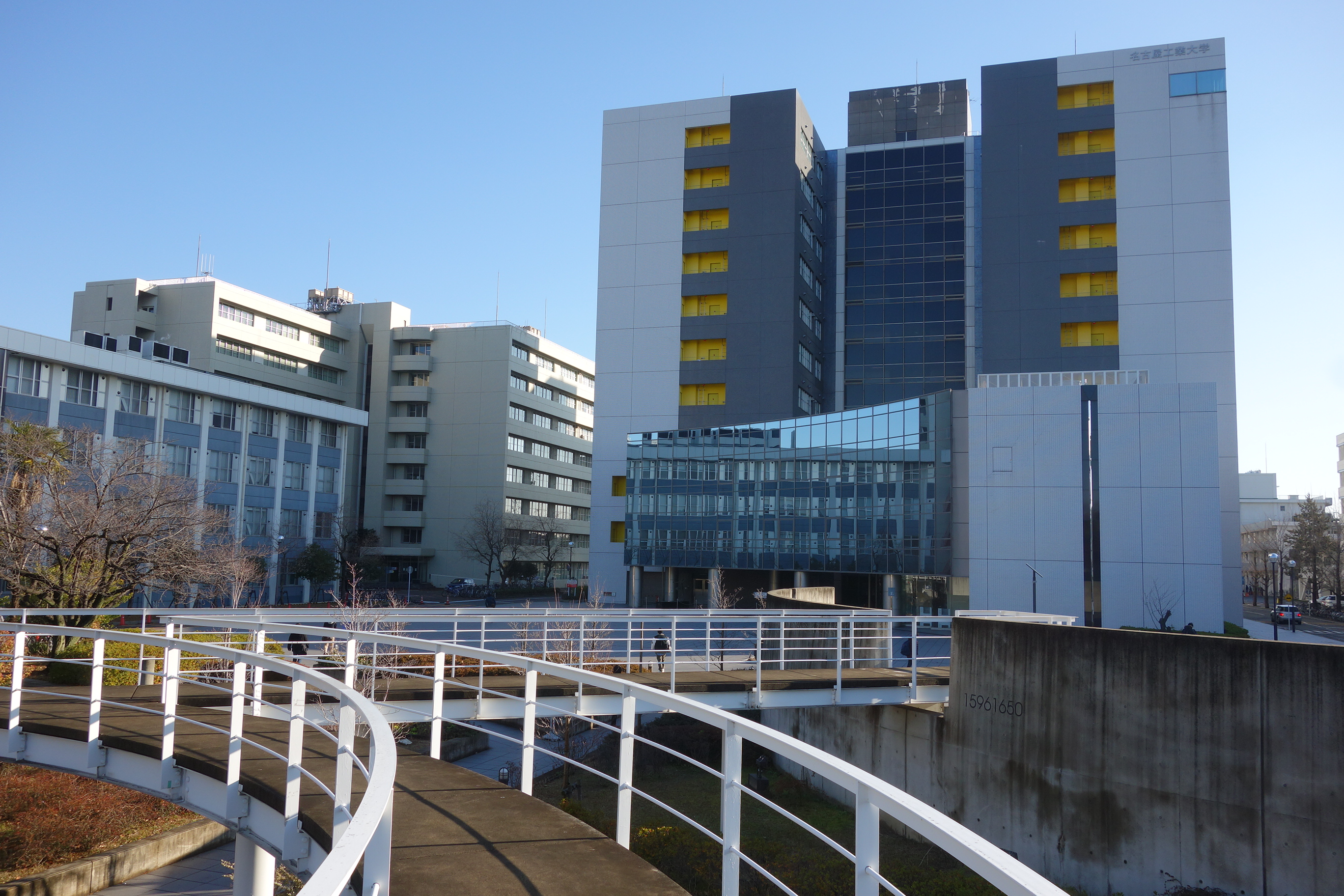
名古屋工業大学

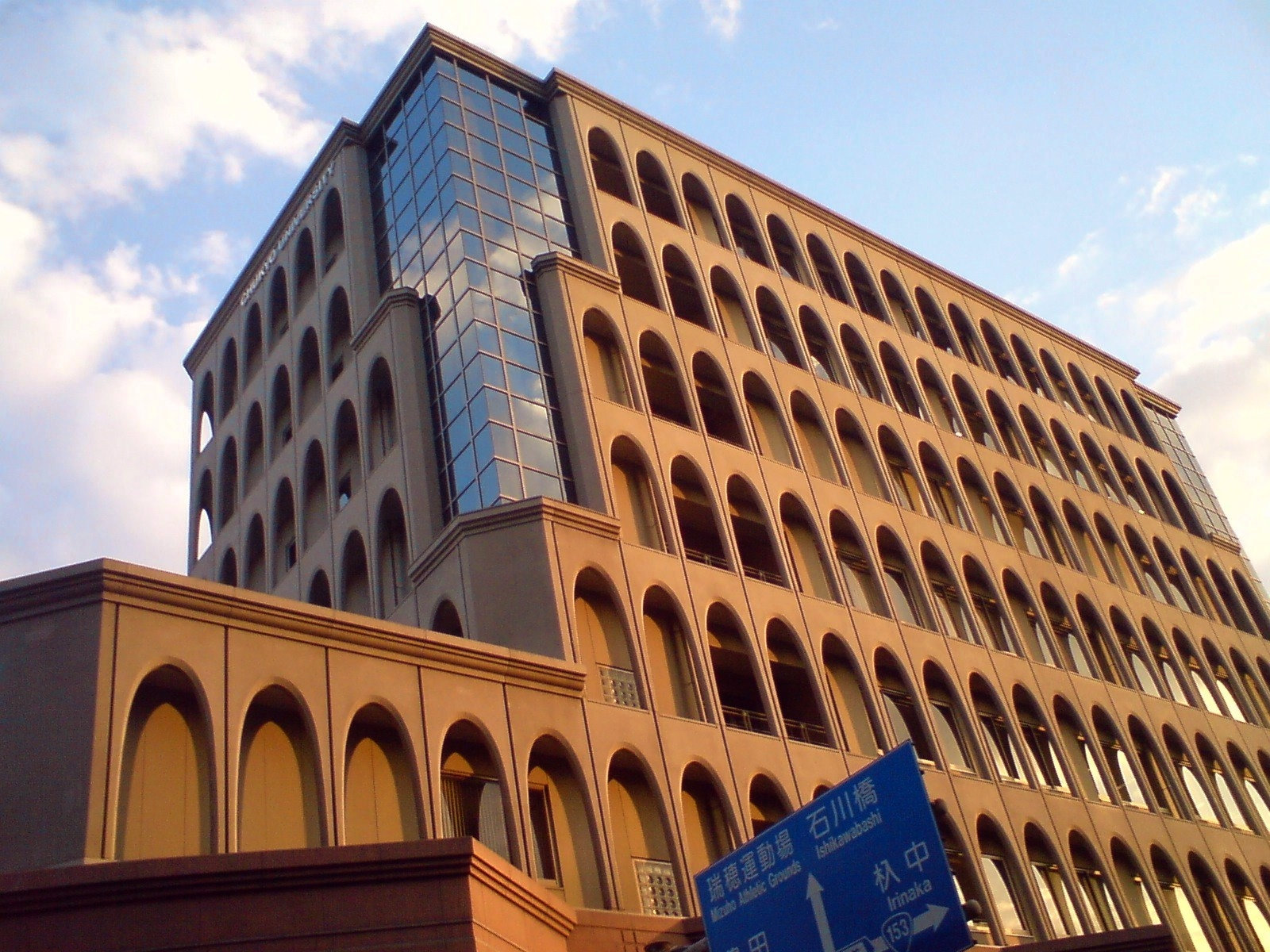
中京大学

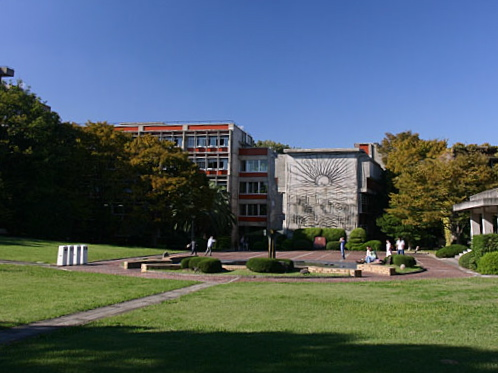
南山大学

- 名古屋大学 鶴舞キャンパス - 医学部(名古屋大学医学部付属病院(名大病院)を併設)
- 名古屋工業大学 御器所キャンパス

私立
- 中京大学 名古屋キャンパス
- 名古屋柳城女子大学
- 南山大学

### 短期大学
私立
- 名古屋柳城短期大学

### 専修学校
県立
- 愛知県立総合看護専門学校

私立
- 愛知文化服装専門学校
- 中部楽器技術専門学校

### 高等学校
市立
- 名古屋市立向陽高等学校

私立
- 梅村学園 中京大学附属中京高等学校
- 栗本学園 名古屋国際高等学校
- 名工学園 名古屋工業高等学校
- 南山学園 南山高等学校
- 桜花学園 桜花学園高等学校

※愛知県立昭和高等学校は昭和区ではなく瑞穂区にある。

### 中学校
市立
- 名古屋市立桜山中学校
- 名古屋市立駒方中学校
- 名古屋市立北山中学校
- 名古屋市立川名中学校
- 名古屋市立円上中学校

私立
- 栗本学園 名古屋国際中学校
- 南山学園 南山中学校

### 小学校
市立
- 名古屋市立松栄小学校
- 名古屋市立広路小学校
- 名古屋市立御器所小学校
- 名古屋市立鶴舞小学校
- 名古屋市立吹上小学校
- 名古屋市立村雲小学校
- 名古屋市立八事小学校
- 名古屋市立川原小学校
- 名古屋市立伊勝小学校
- 名古屋市立白金小学校
- 名古屋市立滝川小学校

私立
- 南山大学附属小学校

## 名所・旧跡・観光スポット

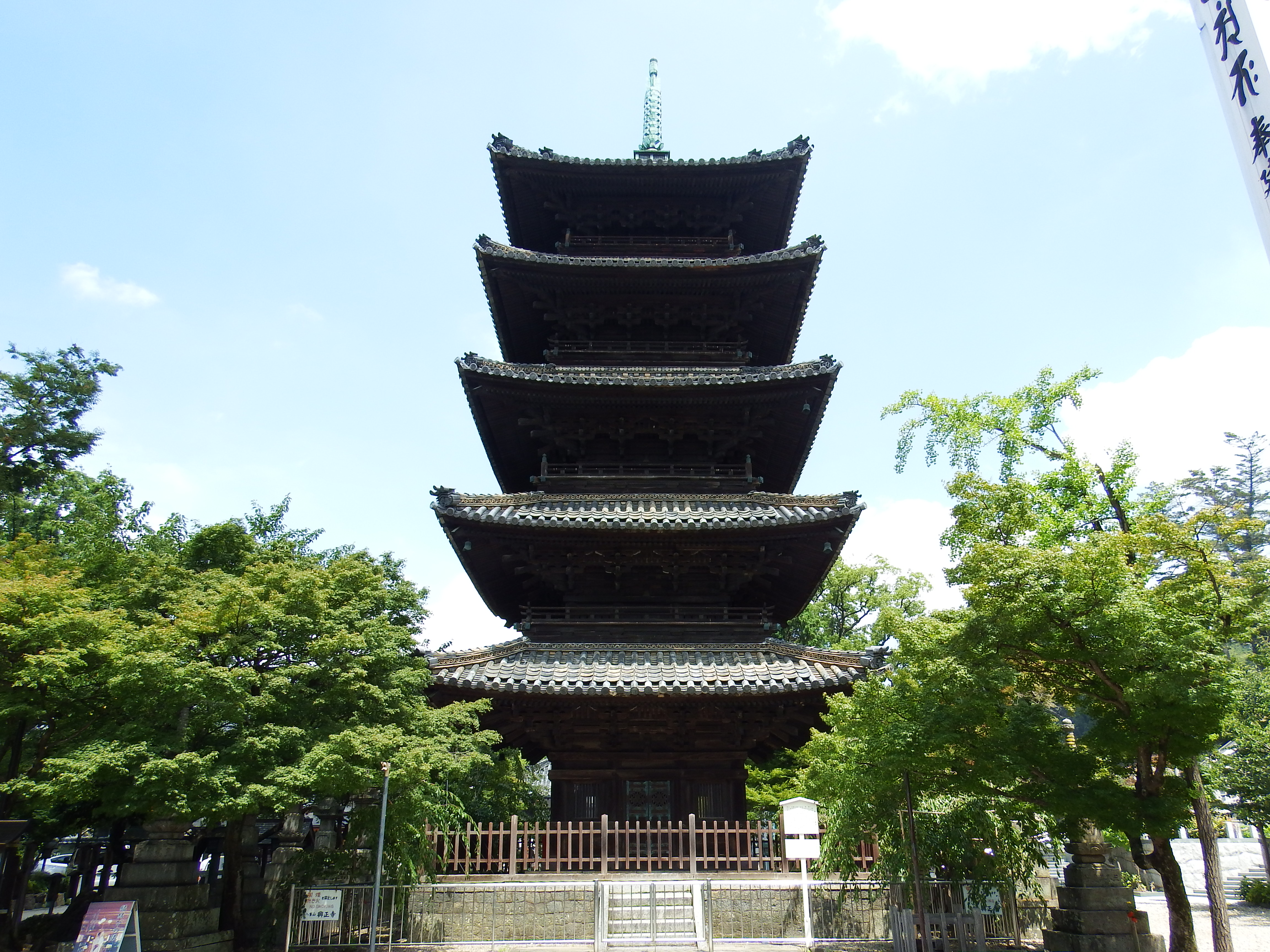
興正寺

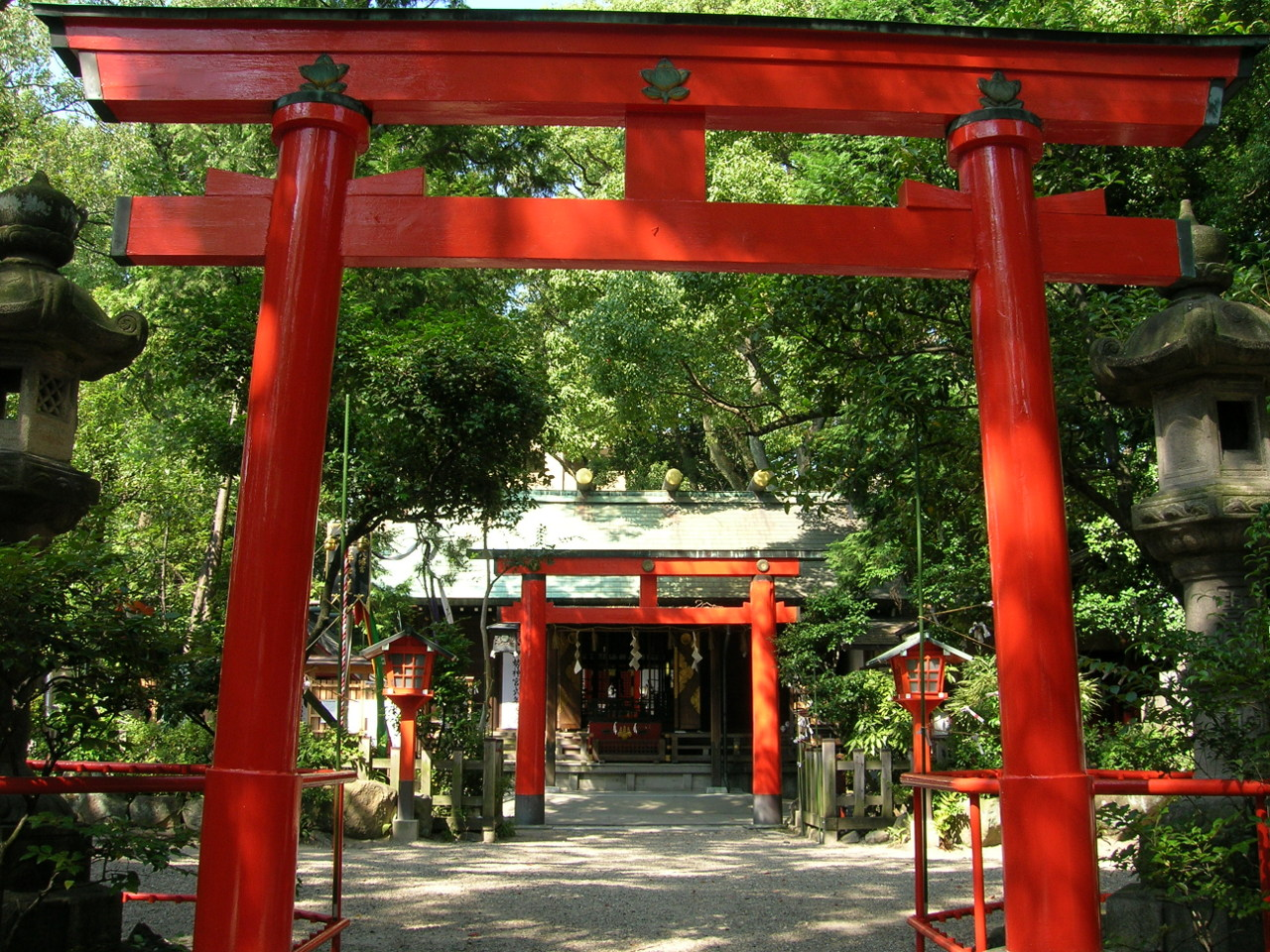
御器所八幡宮

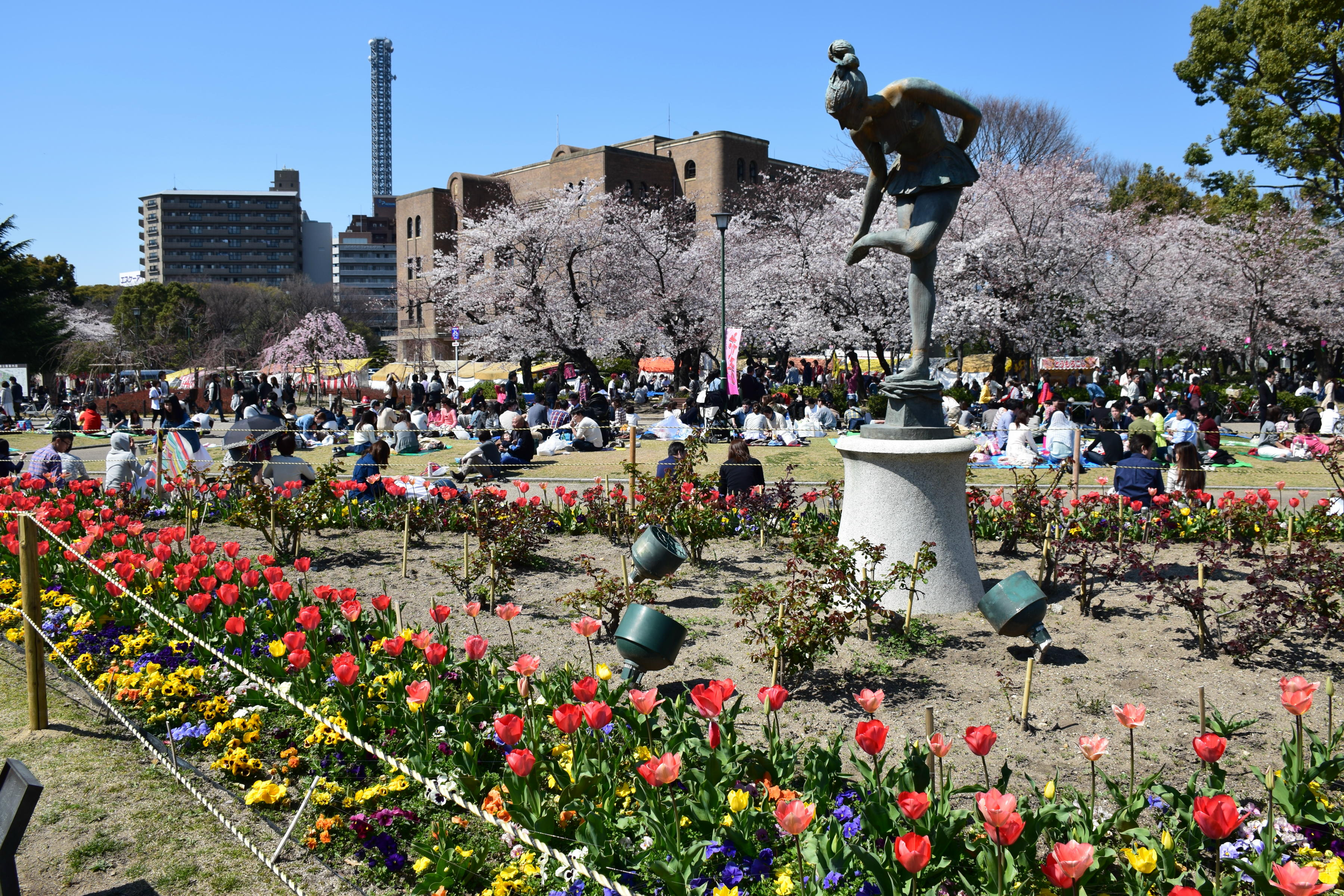
鶴舞公園

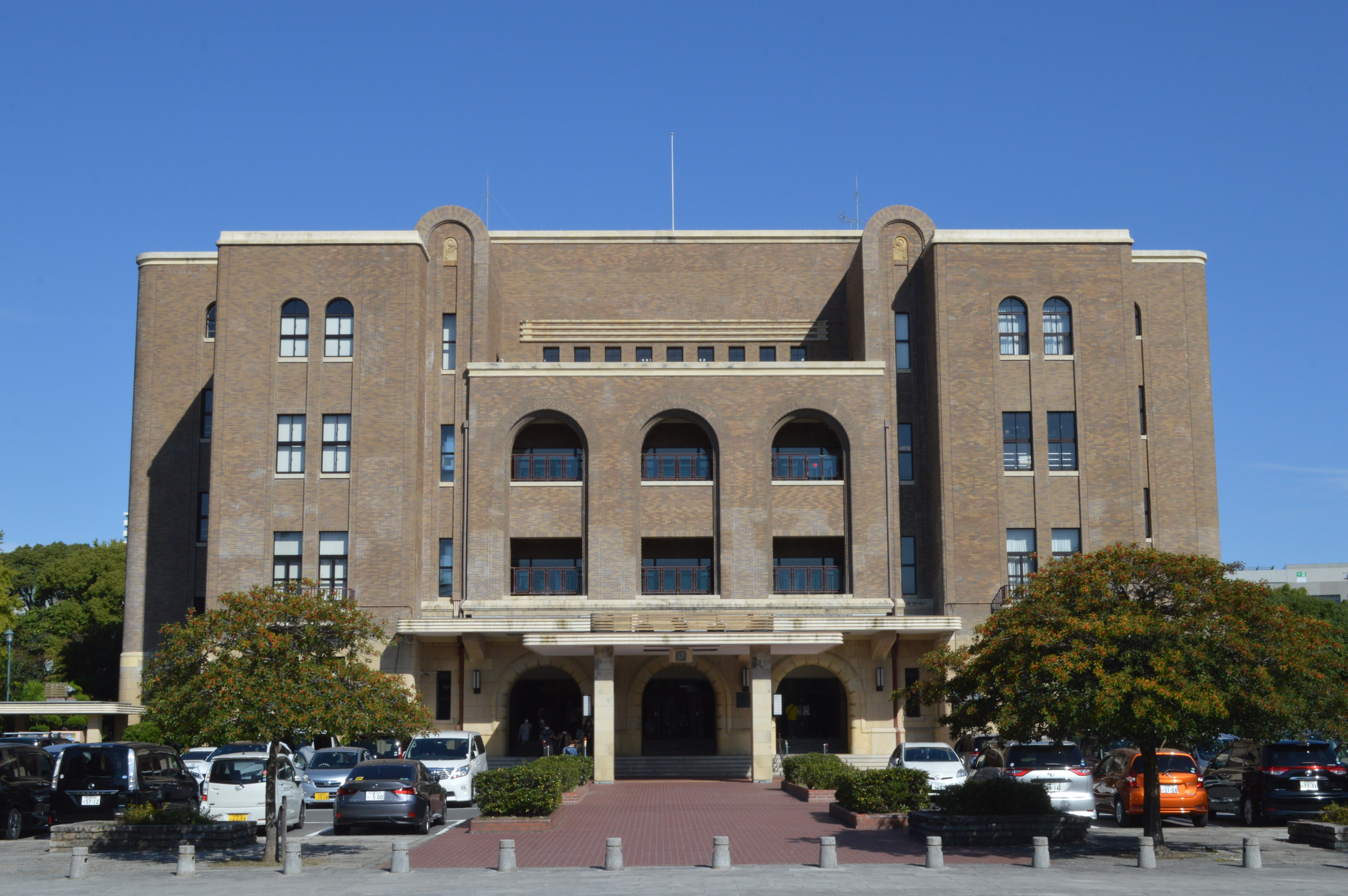
名古屋市公会堂

### 名所・旧跡
主な城郭・砦
- 伊勝城
- 川名北城
- 川名南城
- 御器所西城
- 御器所東城
- 南分城
- 吉野城

主な寺院
- 教西寺
- 興正寺
- 香積院
- 西福寺
- 順覚寺
- 常念寺
- 神宮寺
- 尾張箸蔵寺
- 法雲寺
- 法音寺
- 法照寺
- 養林寺

主な神社
- 川原神社
- 御器所八幡宮
- 尾陽神社

古墳
- 一本松古墳
- 八幡山古墳

史跡
- 般若台（名古屋城下を一望できた景勝地）

その他
- 名古屋聖マタイ教会
- 川原田家住宅

### 観光スポット
公園
- 鶴舞公園（つるまこうえん）
  - 鶴々亭
  - 百華庵
  - 鶴舞公園奏楽堂

文化施設
- 名古屋市鶴舞中央図書館
- 名古屋市公会堂
- 愛知県勤労会館（つるまいプラザ）
- 桑山美術館
- 昭和美術館
- 渡辺健一トリックアート美術館
- マンドリンの音の博物館

その他
- 喫茶マウンテン
- 八勝館
- 普選記念壇

## 出身関連著名人

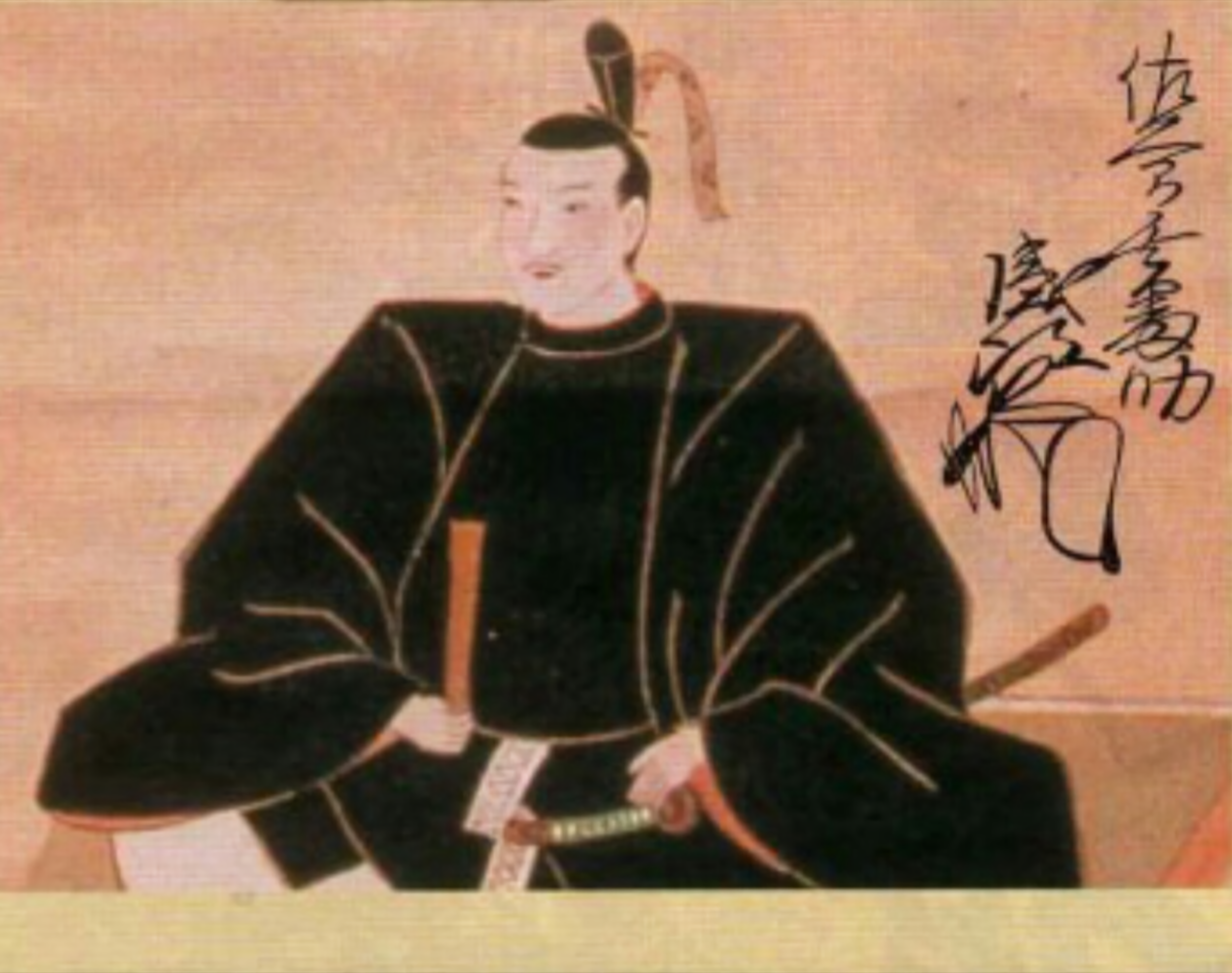
佐久間盛政

### 出身著名人
- 佐久間盛政（戦国武将）
- 大政所（豊臣秀吉の母）
- 伊藤恭彦（政治学者）
- 相川圭子 (女優)
- 加藤晴彦（タレント・俳優）
- 田山涼成（俳優）
- 横田めぐみ（北朝鮮による拉致被害者。通常新潟市出身とされる）
- 香里奈（モデル・女優）
- 栃剣展秀（元大相撲力士）
- 三田敏雄（中部電力会長）
- 恒川英里（東海テレビアナウンサー）
- 岩井茂樹（政治家）
- 加藤亮（ライター、育ちは中区）
- 中山俊丈（プロ野球選手）
- 菊田翔友（プロ野球選手）

### 在住有名人
- つボイノリオ（タレント） - 一宮市出身、同区八事在住
- 豊田章男（トヨタ自動車会長）- 名古屋市出身、同区八事在住

## 脚註
1. ↑  名古屋市：ショウちゃんの部屋（昭和区）
2. ↑  名古屋市:区別人口の長期推移（市政情報） 名古屋市 2019年10月21日更新
3. ↑  いい部屋ネット 街の住みここちランキング2020＜愛知県版＞」「いい部屋ネット住みたい街ランキング2020＜名古屋都市圏版＞」同時発表 大東建託株式会社のプレスリリース PR TIMES 2020年9月16日
4. ↑  「毎月1日現在の世帯数と人口(全市・区別)」